# ジュゼッペ・ペリッツァ・ダ・ヴォルペード

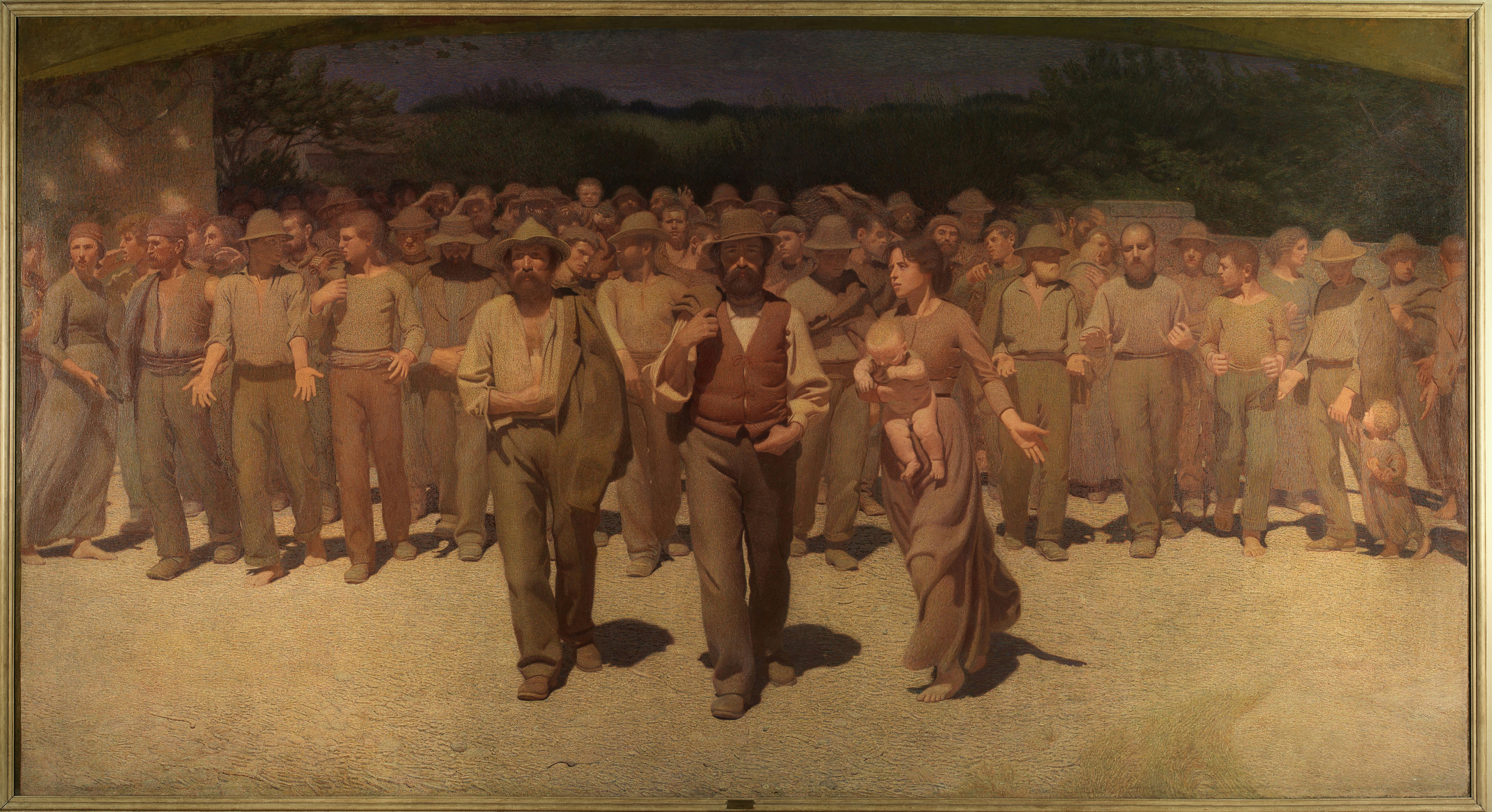
『第四階級』 (Il Quarto Stato:1901)

ジュゼッペ・ペリッツァ・ダ・ヴォルペード（Giuseppe Pellizza da Volpedo、1868年7月28日 - 1907年6月14日）は、イタリアの画家である。デモ行進する労働者を描いた『第四階級』 (Il Quarto Stato:1901)が代表作である。

## 略歴
ピエモンテ州アレッサンドリア県のヴォルペードの裕福な農家に生まれた。カステルヌオーヴォ・スクリーヴィアの工業学校で製図を学んだ。ミラノのブレラ美術学校(Accademia di Belle Arti di Brera)で、ジュゼッペ・ベルティーニに学び、プリチェッリ(Giuseppe Puricelli)やサンキリコ(Pio Sanquirico)にも学んだ。1885年の美術学校の展覧会に初めて出展した。ミラノの美術学校を卒業した後、ローマに移り、アカデミア・ディ・サン・ルカの美術学校や、在ローマ・フランス・アカデミーの参加自由の絵画学校で学んだが、ローマには満足できず、フィレンツェに移り、フィレンチェの美術学校でジョヴァンニ・ファットーリに学んだ。
フィレンチェでの修行を終えて、ヴォルペードに戻るが、まだ修行が不足していると感じたペリッツァは、ベルガモの美術学校(Accademia Carrara)に学び、チェーザレ・タローネ(Cesare Tallone)にも学んだ。ジェノアのリグスティカ・アカデミー(Ligustica Academy)でも学んだ。ヴォルペードに戻り、1892年に地元の娘と結婚した。この頃から作品に「ダ・ヴォルペード」をつけて署名するようになった。この頃は、ジョヴァンニ・セガンティーニらの影響を受けたスタイルの作品を描いた。
1898年のトリノのイタリア総合美術展(Esposizione generale italiana)に参加し、1900年にはパリの展覧会に出展した。代表作の『第四階級』は1901年に完成し、翌年のトリノ・クアドレンナーレ(Quadriennale di Torino)に出展されたが、当時は高い評価は得られずペリッツァを失望させた。
その後評価が高まり、ローマなどで活動したが、1907年に妻が突然死したことで、鬱病になり、40歳で自殺した。

## 作品

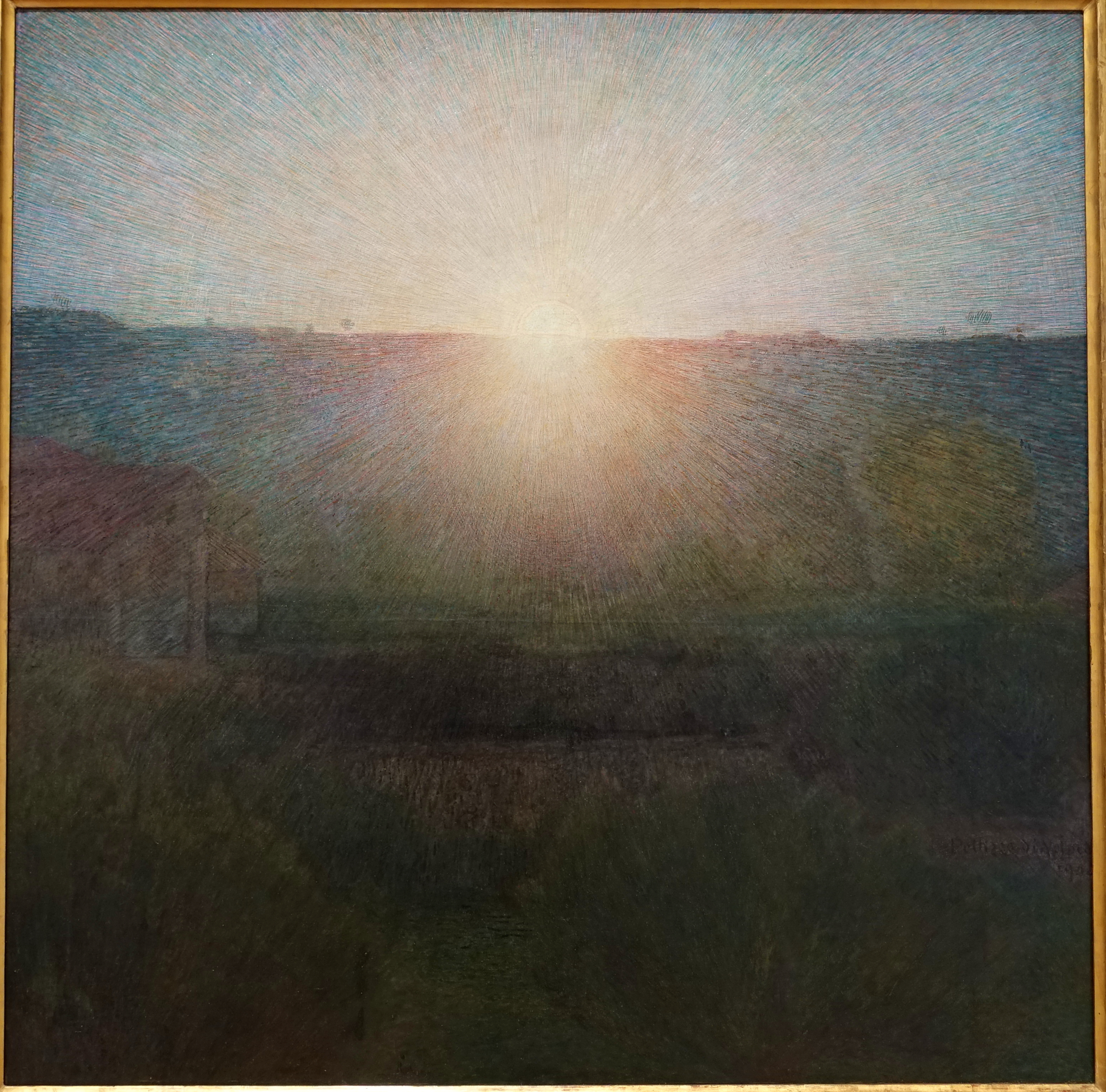
"Il Sole" (1904)
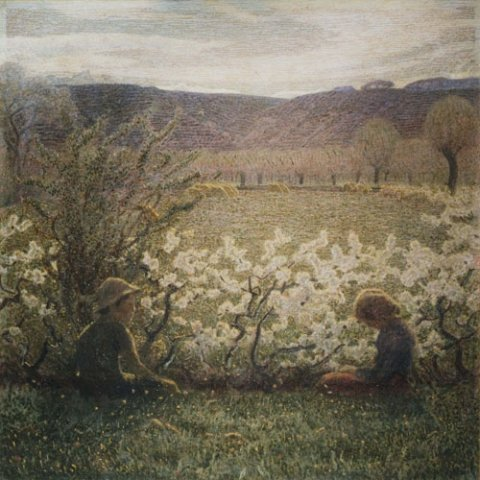
"Prato fiorito" (1900/1903)
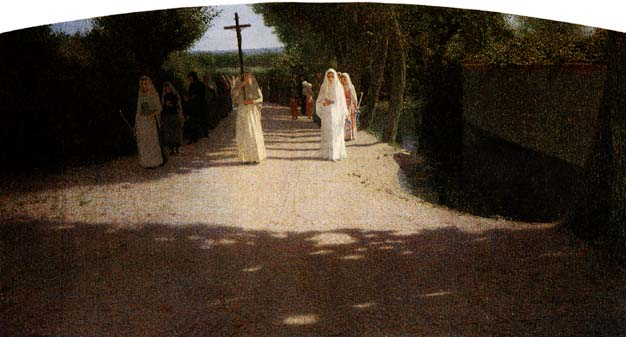
"La Processione" (1894/1895)